# Trichosia ussurica
Trichosia ussurica är en tvåvingeart som beskrevs av Werner Mohrig och Evgenia Antonova 1978. Trichosia ussurica ingår i släktet Trichosia och familjen sorgmyggor. Inga underarter finns listade i Catalogue of Life.